# 藤田大輔
藤田 大輔（ふじた だいすけ、1970年 - ）は、日本の映画プロデューサー、テレビプロデューサー。兵庫県神戸市出身。株式会社スロータイド代表取締役。

## 人物
22歳の春に単身上京し、31歳の春にギャガ・コミュニケーションズ入社。キネマ旬報社、GyaOを経て、IMJエンタテインメントで映画の企画・プロデュースに関わる。2016年12月設立の株式会社スロータイドで代表取締役に就任した。

## 作品

### 映画
- Short6（2001年）企画・プロデュース[1]
- 監督感染（2002年）企画・プロデュース[1]
- ウォーク・トゥ・リメンバー（2003年、ギャガ）宣伝プロデュース[1]
- カンパニー・マン（2003年、ギャガ）宣伝プロデュース[1]
- アバウト・シュミット（2003年、ギャガ）宣伝プロデュース[1]
- ジェームズ・キャメロンのタイタニックの秘密（2003年、ギャガ）宣伝プロデュース[1]
- ヒートアイランド（2007年、IMJエンタテインメント）アシスタントプロデューサー[1]
- ジーン・ワルツ（2011年、東映）企画・共同プロデューサー[1]
- るろうに剣心（2012年、ワーナー・ブラザース映画）企画プロデュース[1]
- ジョーカーゲーム（2012年、AMGエンタテインメント）プロデューサー[2]
- ジョーカーゲーム 脱出（2013年、AMGエンタテインメント）プロデューサー[2]
- 人狼ゲーム（2013年、AMGエンタテインメント）プロデューサー[2]
- 人狼ゲーム BEAST SIDE（2014年、AMGエンタテインメント）プロデューサー[2]
- 近キョリ恋愛（2014年、東宝）アソシエイトプロデューサー[2]
- 東京アディオス（2019年、プレシディオ）プロデューサー

### テレビドラマ
- ヤング ブラック・ジャック（2011年、日本テレビ）アソシエイトプロデューサー[1]
- 明日をあきらめない…がれきの中の新聞社〜河北新報のいちばん長い日〜（2012年、テレビ東京）キャスティングプロデューサー[1]
- 親父がくれた秘密〜下荒井5兄弟の帰郷〜（2012年、テレビ東京）プロデューサー[2]
- 恋文日和（2014年、日本テレビ）プロデューサー[2]
- 玉川区役所 OF THE DEAD（2014年、テレビ東京）プロデューサー[2]
- カサネ（2015年、テレビ東京）プロデューサー[2]
- シメシ（2015年、毎日放送）プロデューサー[2]
- いつかティファニーで朝食を（2015年、日本テレビ）プロデューサー[2]
- 本気ドラ（2016年、中京テレビ）プロデューサー[2]
- OLですが、キャバ嬢はじめました（2016年、毎日放送）プロデューサー[2]
- 銭形警部（2017年、日本テレビ・WOWOW・hulu）プロデューサー[2]
- わにとかげぎす（2017年、TBS）プロデューサー
- この恋はツミなのか!?（2018年、毎日放送）プロデューサー

### 配信ドラマ
- サンクチュアリ -聖域-（配信予定、Netflix）プロデューサー[3]

### テレビ番組
- 137億年の物語（2013年、テレビ東京）キャスティング[2]
- NHKスペシャル 緒方貞子〜戦争が終わらないこの世界で〜（2013年、NHK）取材[2]
- Crossroad（2014年-2016年、テレビ東京）プロデューサー[2]
- 7Days BOYS 〜ボクタチの超☆育成計画〜（2015年、テレビ神奈川）プロデューサー[2]
- NHKスペシャル 私が愛する日本人 〜ドナルド・キーン 文豪との70年（2015年、NHK）取材[2]

### その他
- ジョン・レノン音楽祭 2001 Dream Power ジョン・レノン スーパー・ライブ（2001年）インターネット配信プロデュース[1]
- キネマ旬報社 WEB マガジン『シアターパーク』（2005年）事業プロデュース・編集長[1]
- GyaO主催『MILD SEVEN RENAULT F1 TEAM meets BLUE ageHa PIT PARTY』（2006年）イベント・番組プロデュース[1]
- 椿姫彩菜の女の子をもっと楽しもっ☆（2008年）企画・プロデューサー[1]